# شهلا شركت
شهلا شركت (ولدت في 30 مارس عام 1956 بأصفهان، إيران) وهي صحفية، ناشطة نسائية فارسية كما أنها أحد رواد حركات حقوق المرأة في إيران.
شهلا شركت هي مؤسسة وناشرة مجلة زانان (أي المرأة)، التي تسلط الضوء على اهتمامات المرأة الإيرانية وتفحص بشكل دائم تأثير السياسة على كل شئ: من إصلاح سياسي للعنف الأسرى للجنس. فزانان كانت ومازالت أهم جريدة نسائية إيرانية بعد الثورة الإيرانية.
قد اضطرت شركت للمثول أمام المحكمة في أكثر من مناسبة عندما تم اعتبار محتوى زانان بأنه قد جاوز الحدود إلى حد كبير، ففي 2001 تم الحكم عليها بالحبس 4 أشهر لحضورها مؤتمر في برلين والذي تم فيه مناقشة مستقبل السياسة في إيران بعد نجاح مرشحين الإصلاح في انتخابات البرلمان الإيراني.
شركت حاصلة على درجة البكالوريوس في علم النفس من جامعة طهران وشهادة في الصحافة من معهد كيهان في طهران أيضاً. وتعمل منذ عام 2002 على درجة الماجستير، في الدراسات الخاصة بالمرأة، من جامعة العلامة الطباطبائي.

## مراتب الشرف والجوائز
جائزة لويس ليون 2005، مؤسسة نيمان للصحافة بجامعة هارفرد.
جائزة الشجاعة في الصحافة 2005 من مؤسسة اعلام المرأة العالمية.